# Portal amb casa a Belltall
El Portal amb casa a Belltall és una obra del nucli de Belltall, al municipi de Passanant i Belltall (Conca de Barberà) inclosa a l'Inventari del Patrimoni Arquitectònic de Catalunya.

## Descripció
Alguns pobles de la Conca de Barberà encara conserven construccions de basament o inèrcia medieval, bastides sobre carrers. Aquests portals es realitzaven per aprofitar al màxim l'espai a l'interior de les muralles. En aquest cas la casa es reformà en una època posterior al seu enderrocament o quan aquestes ja havien perdut la seva funció, però la construcció seguí aprofitant l'espai superior al carrer.